# Treschenu-Creyers
Treschenu-Creyers är en kommun i departementet Drôme i regionen Auvergne-Rhône-Alpes i sydöstra Frankrike. Kommunen ligger i kantonen Châtillon-en-Diois som tillhör arrondissementet Die. År 2018 hade Treschenu-Creyers 112 invånare.

## Befolkningsutveckling
Antalet invånare i kommunen Treschenu-Creyers
Referens:INSEE